# Chrysichthys sharpii
Chrysichthys sharpii es una especie de pez de la familia Claroteidae en el orden de los Siluriformes.

## Morfología
• Los machos pueden llegar alcanzar los 37 cm de
longitud total.

## Distribución geográfica
Se encuentran en África: lago Mweru.